# Sobrescobio
Sobrescobio – gmina w Hiszpanii, w prowincji Asturia, w Asturii, o powierzchni 69,42 km². W 2011 roku gmina liczyła 872 mieszkańców.